# ヨハン・ヨハンソン (発明家)
ヨハン・ペター・ヨハンソン（Johan Petter Johansson、1853年12月12日 - 1943年8月25日）（JPとしても知られる）は、スウェーデンの発明家で実業家である。彼は近代的なモンキーレンチ（Adjustable spanner）を発明した（特許、1891年、1892年5月11日）。ヨハンソンは総計100以上の特許を取得した。

## 概要

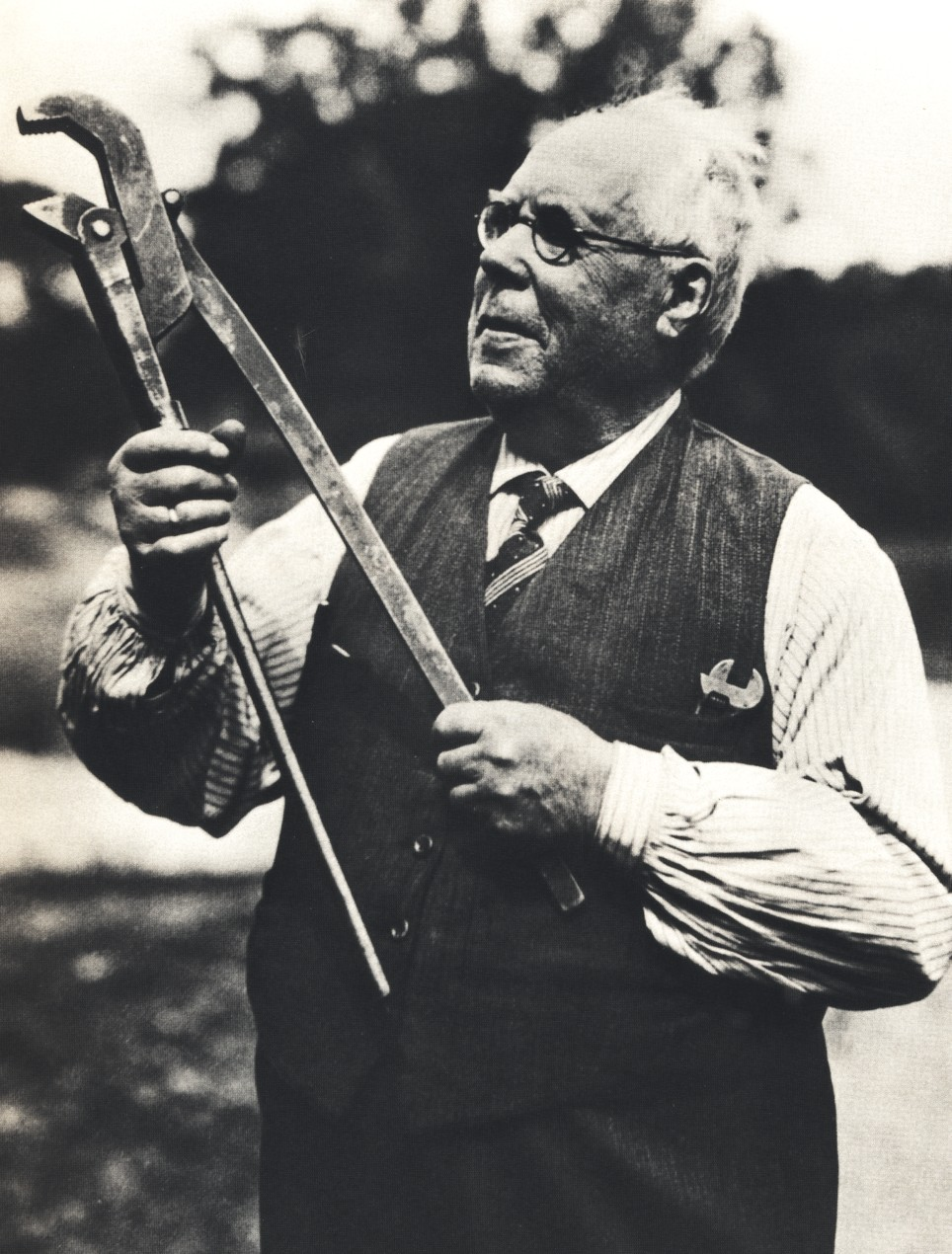
お気に入りの道具であり自身の発明品でもあるプラマー・レンチ（plumber wrench）を手にするJ. P.ヨハンソン。胸ポケットにはこれも彼の発明品であるモンキーレンチが覗いて見える。

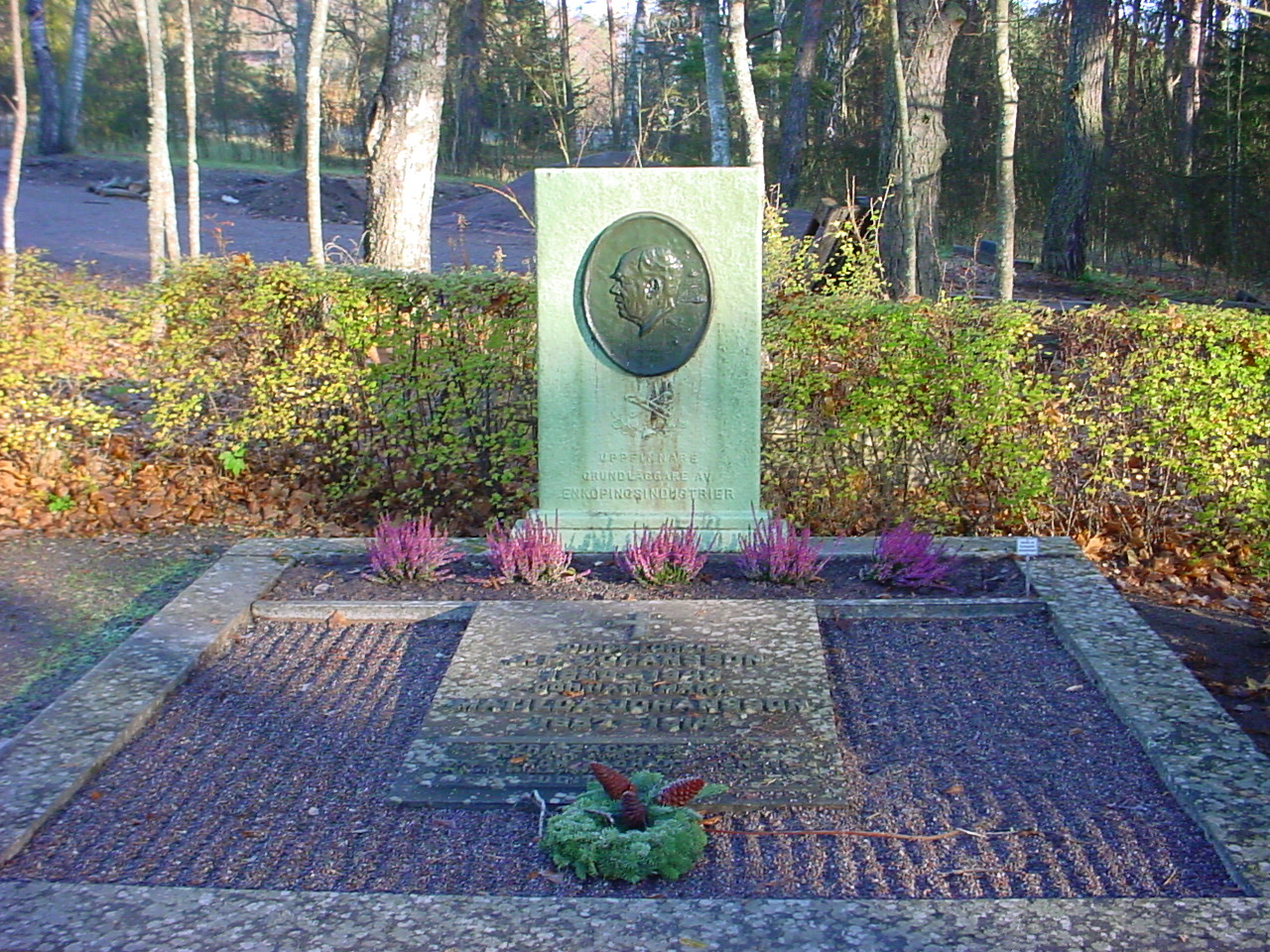
エンシェーピングにあるJ. P.ヨハンソンの墓

スウェーデン西部のヴォーゴーダ（Vårgårda）で小作人の一家の6人兄弟の長男に生まれた。彼の最初の仕事は地元の泥炭工場で蒸気機関の運転助手であった。1873年にヨハンソンは19歳でヴォーゴーダを離れモータラ（Motala）で土工として働き、1874年に軍隊に入隊、その後エンシェーピングのムンクテル社の工場で働いた。1878年にヴェステロースに移り機械工場に職を見つけ、その後近くの工場で鍛冶屋として働いた。
この時にヨハンソンはスウェーデンを離れ米国に渡航することに決めた。しかし以前の雇用主だったムンクテル社から良い条件の仕事を提示されて決意を変えたために渡米は実現しなかった。
最終的に自身で事業を始めることを決め、1886年にエンシェーピングに移りエンシェーピング機械工場（Enköpings Mekaniska Verkstad）を設立、たちまち成功した。この工場を経営している期間にヨハンソンはモンキーレンチとプラマー・レンチ（plumber wrench）を考案した。1890年にB.A.ヨルト社（B.A. Hjort & Company）がヨハンソンの工具を"バーコ（Bahco）"ブランドで世界中で販売することに合意した。バーコの工具は非常な成功作となり会社は現在も活動しており、現在までに1億本以上のレンチを製造している。
ヨハンソンは後に大きくなる事業を1916年に息子のハンネス・ブリンゲ（Hannes Brynge）とB.A.ヨルト社に譲渡した。自身は電機子の実験を開始し、1919年に3棟構成（Triplex）の新しい工場を開設した。この工場では電気式振り子や様々な電気機器が製造された。
生涯の多くの時間を発明に費やし、89歳で死去した。